# Elecciones legislativas de Colombia de 1978
Las elecciones legislativas de Colombia de 1978, se realizaron el domingo 26 de febrero de 1978 y se eligieron un total de 112 senadores y 199 representantes, junto con miembros de Asambleas de 22 departamentos, los Consejeros de cuatro intendencias y Concejos Municipales.
De acuerdo con lo estipulado en el Acto Legislativo n.º 1 del 18 de diciembre de 1975, fue la primera elección en la que el requisito de participación se redujo de 21 a 18 años.

## Partidos inscritos
Estos comicios contaron con la participación de la mayoría de fuerzas políticas que ese mismo año intervendrían en las elecciones presidenciales de mayo: 
- El Partido Liberal, el cual aprovechó esta elección para decidir la candidatura de a la Presidencia de la República, de acuerdo con los votos obtenidos por las listas partidarias de Julio César Turbay y Carlos Lleras Restrepo.
- El Partido Conservador, con algunas listas en coalición con el sector mayoritario de la Anapo.
- La coalición de izquierda denominada Unión Nacional de Oposición, liderada por el Partido Comunista y a la que para esos comicios adhirieron anapistas independientes y el Movimiento Independiente Liberal.
- El Frente por la Unidad del Pueblo, coalición convocada por el MOIR e integrada por pequeños movimientos de izquierda como los Comités Democráticos Populares Revolucionarios, el Movimiento Nacional Democrático Popular y la disidencia anapista denominada Movimiento Amplio Colombiano.

## Sistema electoral
De acuerdo con las normas electorales vigentes en 1978; para la Cámara de Representantes, se eligieron 199 escaños. Se asignaron 2 representantes por cada departamento y uno más por cada 50000 habitantes, pudiendo ser reelegidos de manera indefinida. Los escaños asignados, según el decreto 111 de 1978 fueron:
| Escaños | Circunscripciones electorales |
| ------- | --- |
| 26      | Circunscripción Electoral de Antioquia |
| 8       | Circunscripción Electoral del Atlántico |
| 12      | Circunscripción Electoral de Boyacá (Boyacá e Intendencia del Casanare)                                                                               |
| 8       | Circunscripción Electoral de Bolívar |
| 8       | Circunscripción Electoral de Caldas |
| 7       | Circunscripción Electoral del Cauca |
| 4       | Circunscripción Electoral del César |
| 7       | Circunscripción Electoral de Córdoba |
| 29      | Circunscripción Electoral de Cundinamarca |
| 3       | Circunscripción Electoral del Chocó |
| 2       | Circunscripción Electoral de La Guajira |
| 5       | Circunscripción Electoral del Huila |
| 6       | Circunscripción Electoral del Magdalena |
| 3       | Circunscripción Electoral del Meta |
| 8       | Circunscripción Electoral de Nariño |
| 6       | Circunscripción Electoral de Norte de Santander |
| 4       | Circunscripción Electoral del Quindío |
| 5       | Circunscripción Electoral de Risaralda |
| 11      | Circunscripción Electoral de Santander |
| 4       | Circunscripción Electoral de Sucre |
| 9       | Circunscripción Electoral del Tolima |
| 18      | Circunscripción Electoral del Valle del Cauca |
| 1       | Circunscripción Electoral de San Andrés y Providencia                                                                                                 |
| 2       | Circunscripción Electoral de Caquetá (Caquetá y Comisaría del Amazonas)                                                                               |
| 2       | Circunscripción Electoral de Putumayo |
| 1       | Circunscripción Electoral de Arauca, Vichada, Vaupés, Guainía Y Guaviare (Intendencia de Arauca y Comisarias del Vichada, Vaupés, Guainía y Guaviare) |

De acuerdo con las normas electorales vigentes en 1978; para el Senado se eligieron 112 escaños. Se determinaron 2 senadores para cada departamento y uno más por cada 200000 habitantes o fracción mayor de 100000. Los escaños asignados, según el decreto 110 de 1978 fueron:
| Escaños | Circunscripciones electorales                                                                                         |
| ------- | --- |
| 13      | Circunscripción Electoral de Antioquia                                                                                |
| 5       | Circunscripción Electoral del Atlántico                                                                               |
| 6       | Circunscripción Electoral de Boyacá (Boyacá e Intendencia del Casanare)                                               |
| 5       | Circunscripción Electoral de Bolívar (Bolívar e Intendencia de San Andrés y Providencia)                              |
| 5       | Circunscripción Electoral de Caldas                                                                                   |
| 4       | Circunscripción Electoral del Cauca                                                                                   |
| 2       | Circunscripción Electoral del César                                                                                   |
| 4       | Circunscripción Electoral de Córdoba                                                                                  |
| 15      | Circunscripción Electoral de Cundinamarca                                                                             |
| 2       | Circunscripción Electoral del Chocó                                                                                   |
| 2       | Circunscripción Electoral de La Guajira                                                                               |
| 4       | Circunscripción Electoral del Huila (Huila, Intendencia del Caquetá y Comisaría del Amazonas)                         |
| 4       | Circunscripción Electoral del Magdalena                                                                               |
| 2       | Circunscripción Electoral del Meta (Meta, Intendencia de Arauca y Comisarias del Vichada, Vaupés, Guainía y Guaviare) |
| 5       | Circunscripción Electoral de Nariño (Nariño e Intendencia del Putumayo)                                               |
| 4       | Circunscripción Electoral de Norte de Santander                                                                       |
| 3       | Circunscripción Electoral del Quindío                                                                                 |
| 3       | Circunscripción Electoral de Risaralda                                                                                |
| 6       | Circunscripción Electoral de Santander                                                                                |
| 3       | Circunscripción Electoral de Sucre                                                                                    |
| 5       | Circunscripción Electoral del Tolima                                                                                  |
| 10      | Circunscripción Electoral del Valle del Cauca                                                                         |

## Resultados
Los escaños del Congreso se distribuyeron de la siguiente forma:
| Número                  | Partido o movimiento            | Votos Senado | Escaños Senado | Votos Cámara | Escaños Cámara |
| ----------------------- | ------------------------------- | ------------ | -------------- | ------------ | -------------- |
| 1                       | Partido Liberal Colombiano      | 2'297.534    | 62             | 2'302,230    | 111            |
| 2                       | Partido Conservador Colombiano  | 1'650.429    | 49             | 1'645.496    | 83             |
| 3                       | Unión Nacional de Oposición     | 126.553      | 1              | 128.516      | 4              |
| 4                       | Frente por la Unidad del Pueblo | 49.058       | 0              | 50.008       | 1              |
| 5                       | Otros                           | 36.272       | 0              | 44.825       | 0              |
| Votos en blanco y nulos | Votos en blanco y nulos         | 9.988        | -              | 9,046        | -              |
| Total                   | Total                           | 4'169.834    | 112            | 4,180,121    | 199            |

### Senadores electos
| Representante Electo                | Circunscripción    | Partido o movimiento           | Votos   |
| ----------------------------------- | ------------------ | ------------------------------ | ------- |
| Mariano Ospina Hernández            | Antioquia          | Partido Conservador Colombiano | 91.625  |
| Roberto Ocampo Álvarez              | Antioquia          | Partido Conservador Colombiano |         |
| Rodrigo Uribe Echavarria            | Antioquia          | Partido Conservador Colombiano |         |
| Bernardo de Jesús Guerra Serna      | Antioquia          | Partido Liberal Colombiano     | 91.008  |
| Guillermo Gaviria Echeverri         | Antioquia          | Partido Liberal Colombiano     |         |
| Víctor Cárdenas Jaramillo           | Antioquia          | Partido Liberal Colombiano     |         |
| Jorge Valencia Jaramillo            | Antioquia          | Partido Liberal Colombiano     | 61.665  |
| Estanislao Posada Vélez             | Antioquia          | Partido Liberal Colombiano     |         |
| Guillermo Vélez Urreta              | Antioquia          | Partido Conservador Colombiano | 51.762  |
| Mario Giraldo Henao                 | Antioquia          | Partido Conservador Colombiano |         |
| Jota Emilio Valderrama              | Antioquia          | Partido Conservador Colombiano | 45.599  |
| William Jaramillo Gómez             | Antioquia          | Partido Liberal Colombiano     | 23.478  |
| Federico Estrada Vélez              | Antioquia          | Partido Liberal Colombiano     | 19.655  |
| Roberto Víctor Gerlein Echeverría   | Atlántico          | Partido Conservador Colombiano | 37.918  |
| Juan José Slebi Slebi               | Atlántico          | Partido Liberal Colombiano     | 36.705  |
| Emilio Ebolo de La Espriella        | Atlántico          | Partido Liberal Colombiano     | 30.875  |
| José Antonio Name Terán             | Atlántico          | Partido Liberal Colombiano     | 30.563  |
| Francisco Posada de La Peña         | Atlántico          | Partido Conservador Colombiano | 22.337  |
| Miguel FacioLince López             | Bolívar            | Partido Liberal Colombiano     | 36.322  |
| José Vicente Mogollón Vélez         | Bolívar            | Partido Liberal Colombiano     | 33.844  |
| Marun Gossain Jattin                | Bolívar            | Partido Liberal Colombiano     | 28.518  |
| Raimundo Emiliani Román             | Bolívar            | Partido Conservador Colombiano | 27.134  |
| Antonio Lequerica Martínez          | Bolívar            | Partido Conservador Colombiano | 24.552  |
| Humberto Ávila Mora                 | Boyacá             | Partido Conservador Colombiano | 40.903  |
| Gilberto Ávila Botia                | Boyacá             | Partido Conservador Colombiano | 36.870  |
| Jorge Perico Cárdenas               | Boyacá             | Partido Liberal Colombiano     | 35.909  |
| Guillermo Torres Barrera            | Boyacá             | Partido Conservador Colombiano | 33.790  |
| Jaime Castro Castro                 | Boyacá             | Partido Liberal Colombiano     | 24.645  |
| Ricardo Mendieta Rubiano            | Boyacá             | Partido Liberal Colombiano     | 19.942  |
| Rodrigo Bernal Marín                | Caldas             | Partido Conservador Colombiano | 28.728  |
| Víctor Renán Barco López            | Caldas             | Partido Liberal Colombiano     | 27.359  |
| Luis Guillermo Giraldo Hurtado      | Caldas             | Partido Liberal Colombiano     | 21.938  |
| Omar Yepes Alzate                   | Caldas             | Partido Conservador Colombiano | 20.502  |
| José Restrepo Restrepo              | Caldas             | Partido Conservador Colombiano | 19.480  |
| Víctor Mosquera Chaux               | Cauca              | Partido Liberal Colombiano     | 69.219  |
| Mario Vivas Trochez                 | Cauca              | Partido Conservador Colombiano | 32.512  |
| Miguel Rengifo Rengifo              | Cauca              | Partido Conservador Colombiano | 23.261  |
| Pedro María Chará Carabalí          | Cauca              | Partido Liberal Colombiano     | 13.411  |
| José Guillermo Castro Castro        | Cesar              | Partido Liberal Colombiano     | 23.510  |
| Manuel Germán Cuello Gutiérrez      | Cesar              | Partido Conservador Colombiano | 22.020  |
| Jorge Tadeo Lozano Osorio           | Chocó              | Partido Liberal Colombiano     | 17.620  |
| Ismael de Jesús Aldana Vivas        | Chocó              | Partido Conservador Colombiano | 11.149  |
| Miguel Rafael Escobar Méndez        | Córdoba            | Partido Conservador Colombiano | 49.994  |
| Edmundo López Gómez                 | Córdoba            | Partido Liberal Colombiano     | 47.409  |
| Germán Bula Hoyos                   | Córdoba            | Partido Liberal Colombiano     | 30.686  |
| José Manuel Vergara Contreras       | Córdoba            | Partido Liberal Colombiano     | 26.128  |
| Augusto Espinosa Valderrama         | Cundinamarca       | Partido Liberal Colombiano     | 202.641 |
| Roberto Arenas Bonilla              | Cundinamarca       | Partido Liberal Colombiano     |         |
| Enrique Pardo Parra                 | Cundinamarca       | Partido Liberal Colombiano     |         |
| Jaime Vidal Perdomo                 | Cundinamarca       | Partido Liberal Colombiano     |         |
| Álvaro García Herrera               | Cundinamarca       | Partido Liberal Colombiano     |         |
| Álvaro Uribe Rueda                  | Cundinamarca       | Partido Liberal Colombiano     | 165.409 |
| Diego Uribe Vargas                  | Cundinamarca       | Partido Liberal Colombiano     |         |
| Jaime Luis Posada Díaz              | Cundinamarca       | Partido Liberal Colombiano     |         |
| Héctor Echeverri Correa             | Cundinamarca       | Partido Liberal Colombiano     |         |
| Álvaro Gómez Hurtado                | Cundinamarca       | Partido Conservador Colombiano | 107.026 |
| Jorge Uribe Botero                  | Cundinamarca       | Partido Conservador Colombiano |         |
| Pablo Julio Quevedo                 | Cundinamarca       | Partido Conservador Colombiano |         |
| Bertha Hernández de Ospina          | Cundinamarca       | Partido Conservador Colombiano | 75.765  |
| Carlos Alban Holguín                | Cundinamarca       | Partido Conservador Colombiano |         |
| David Aljure Ramírez                | Cundinamarca       | Unión Nacional de Oposición    | 35.735  |
| Guillermo Plazas Alcid              | Huila              | Partido Liberal Colombiano     | 38.103  |
| Helio Andrade Manrique              | Huila              | Partido Conservador Colombiano | 28.734  |
| Rodrigo Lara Bonilla                | Huila              | Partido Liberal Colombiano     | 25.754  |
| Álvaro Sánchez Silva                | Huila              | Partido Conservador Colombiano | 23.197  |
| Eduardo José Abuchaibe Ochoa        | La Guajira         | Partido Liberal Colombiano     | 16.136  |
| Rafael de Jesús Iguarán Laborde     | La Guajira         | Partido Conservador Colombiano | 14.793  |
| Alfonso Campo Murcia                | Magdalena          | Partido Conservador Colombiano | 27.273  |
| Hugo Escobar Sierra                 | Magdalena          | Partido Conservador Colombiano | 25.154  |
| José Caballero Cormane              | Magdalena          | Partido Liberal Colombiano     | 22.938  |
| José Ignacio Díaz Granados Alzamora | Magdalena          | Partido Liberal Colombiano     | 21.555  |
| Leovigildo Gutiérrez Puentes        | Meta               | Partido Conservador Colombiano | 11.673  |
| Alfonso Ortiz Bautista              | Meta               | Partido Liberal Colombiano     | 10.297  |
| Eduardo Montufar Erazo              | Nariño             | Partido Conservador Colombiano | 24.622  |
| Samuel Alberto Escruceria Delgado   | Nariño             | Partido Liberal Colombiano     | 23.312  |
| José Francisco Zarama               | Nariño             | Partido Conservador Colombiano | 17.250  |
| Arnulfo Castillo Vargas             | Nariño             | Partido Liberal Colombiano     | 16.763  |
| Enrique Vargas Ramírez              | Norte de Santander | Partido Liberal Colombiano     | 21.091  |
| Argelino Durán Quintero             | Norte de Santander | Partido Conservador Colombiano | 19.481  |
| Gustavo Sánchez Chacón              | Norte de Santander | Partido Conservador Colombiano | 18.749  |
| Eustorgio Colmenares Batista        | Norte de Santander | Partido Liberal Colombiano     | 17.781  |
| Ancizar López López                 | Quindío            | Partido Liberal Colombiano     | 21.215  |
| Silvio Ceballos Restrepo            | Quindío            | Partido Conservador Colombiano | 10.267  |
| Rodrigo Gómez Jaramillo             | Quindío            | Partido Conservador Colombiano | 10.169  |
| Emiliano Isaza Henao                | Risaralda          | Partido Conservador Colombiano | 22.264  |
| Oscar Vélez Marulanda               | Risaralda          | Partido Liberal Colombiano     | 17.653  |
| Gilberto Castaño Robledo            | Risaralda          | Partido Liberal Colombiano     | 14.754  |
| Ciro López Mendoza                  | Santander          | Partido Conservador Colombiano | 40.070  |
| Darío Marín Vanegas                 | Santander          | Partido Conservador Colombiano | 38.427  |
| Alfonso Gómez Gómez                 | Santander          | Partido Liberal Colombiano     | 34.903  |
| Norberto Morales Ballesteros        | Santander          | Partido Liberal Colombiano     | 28.165  |
| Luis Carlos Galán Sarmiento         | Santander          | Partido Liberal Colombiano     | 23.505  |
| Carlos Augusto Noriega              | Santander          | Partido Conservador Colombiano | 19.315  |
| Gustavo Antonio Dajer Chadid        | Sucre              | Partido Liberal Colombiano     | 33.321  |
| José Guerra Tulena                  | Sucre              | Partido Liberal Colombiano     | 24.658  |
| Carlos Martínez Simahan             | Sucre              | Partido Conservador Colombiano | 21.534  |
| Alberto Rafael Santofimio Botero    | Tolima             | Partido Liberal Colombiano     | 113.240 |
| Luis Antonio Alvarado Pantoja       | Tolima             | Partido Liberal Colombiano     |         |
| Jaime Pava Navarro                  | Tolima             | Partido Conservador Colombiano | 30.707  |
| Guillermo Angulo Gómez              | Tolima             | Partido Conservador Colombiano | 26.073  |
| Rafael Caicedo Espinosa             | Tolima             | Partido Liberal Colombiano     | 25.122  |
| Gustavo Balcazar Monzón             | Valle del Cauca    | Partido Liberal Colombiano     | 113.321 |
| Libardo Lozano Guerrero             | Valle del Cauca    | Partido Liberal Colombiano     |         |
| Fabio Salazar Gómez                 | Valle del Cauca    | Partido Liberal Colombiano     |         |
| Humberto González Narváez           | Valle del Cauca    | Partido Conservador Colombiano | 87.732  |
| Rodrigo Lloreda Caicedo             | Valle del Cauca    | Partido Conservador Colombiano |         |
| Cornelio Reyes Reyes                | Valle del Cauca    | Partido Conservador Colombiano | 68.190  |
| Rafael Navia Barón                  | Valle del Cauca    | Partido Conservador Colombiano |         |
| Carlos Holmes Trujillo Miranda      | Valle del Cauca    | Partido Liberal Colombiano     | 65.432  |
| Álvaro Hernán Ibarra Spir           | Valle del Cauca    | Partido Liberal Colombiano     |         |
| Marino Rengifo Salcedo              | Valle del Cauca    | Partido Liberal Colombiano     | 46.523  |

## Elección primaria presidencial del Partido Liberal
Dentro de las listas del Partido Liberal, el resultado aproximado fue de 673.000 votos para los candidatos partidarios de Carlos Lleras Restrepo, contra 1'441.000 de los seguidores de Julio César Turbay, resultando este último elegido como candidato oficial del partido.